# Хамаунг
Мін (Ман) Хамаунг (*бірм. မင်းခမောင်း, 1577/1578 — 1 червня 1622) — 19-й володар М'яу-У (царство) у 1612—1622 роках. У бенгальців відомий як Хусейн Шах.

## Життєпис
Старший син Мінразаг'ї. Народився близько 1577/1578 року. Після сходження батька на трон став спадкоємцем трону. Наприкінці 1598 року очолив потужний флот, який спільно з суходольним військом під орудою Мінразаг'ї рушив проти імперії Таунгу. Захопив порти в гирлі Іраваді. Потім брав участь в облозі та захопленні ворожої столиці— Пеґу.
1600 році очолив флот у військовій кампанії проти Наресуана, володаря Аюттхаї, що захопив південносхідну частину дельти Іраваді. Хамаунг діяв дуже успішно, захопивши порти, блокувавши ворожі війська, що рушилин на Таунгу. Зрештою це призвело до відступу Наресуана до міста Мартабан.
1603 року відправлено на придушення заголоту португальського найманця Філіпе де Бріто, що захопив важливий порт Сиріам, але Хаммаунг зазнав поразки й потрапив у полон. Зрештою його батько вимушен був заплатити викупв 50 тис. дукатів та погодитися на передачу міста Португалії.
1612 року спадкував владу. Продовжив політику попередника щодо дружніх відносин з Голландською Ост-Індською компанією, яка 1615 року допомагла відбити напад португальської ескадри на столицю М'яу-У. 1617 року голландці також сприяли Хаммаунгу в відвоюванні у португальців важливого острову Сандвіп (в гирлі річки Ганг).
Помер 1622 року. Йому спадкував син Тхірі Тхудгамма.